# Abdallah ibn Buluggin
Abdallah ibn Buluggin al-Muzaffar (* 1056 in Granada; † nach 1095 in Aghmat (im heutigen Marokko)) war von etwa 1075 bis 1090 der letzte aus der Berberdynastie der Ziriden stammende König (Emir) des Taifas von Granada. Er verfasste Memoiren, die eine wertvolle Quelle für die iberische Geschichte des späteren 11. Jahrhunderts darstellen.

## Leben

### Abstammung, Jugend und Herrschaft über Granada
Abdallah ibn Buluggin war ein Sohn von Buluggin Sayf al-Dawla und Enkel des vorletzten Ziriden-Herrschers Badis ibn Habus. Sein Vater starb 1064 im Alter von 25 Jahren an den Folgen einer Vergiftung. Nach dem Tod von Badis ibn Habus, der von den arabischen Quellen nicht übereinstimmend auf den Zeitraum von 1073 bis 1077 datiert wird, wurde Abdallah von einer Versammlung von hochrangigen dynastischen Beamten und den Sinhaya-Scheichs zum Emir von Granada ausgerufen. Er stand bis 1082 unter der Vormundschaft des allmächtigen Großwesirs Simaya. Sein älterer Bruder Tamim al-Muizz wurde gleichzeitig bei Badis’ Ableben ein unabhängig regierender Emir von Málaga. Abdallah nahm u. a. den Beinamen al-Muzaffar („der Triumphator“) an, den auch sein Großvater getragen hatte.
Die Stadt Baza, deren Besitz im Zeitraum von 1066 bis 1073 zwischen den Taifas von Toledo und Granada hin- und hergewechselt hatte, wollte sich von der Oberhoheit Granadas lösen und bot dem Emir von Almería, Muhammad ibn Man ibn Sumadih al-Mutasim, an, sich dessen Herrschaft zu unterstellen. Al-Mutasim annektierte wegen Abdallahs Unvermögen, dagegen vorzugehen, Baza und umliegende Festungen, schloss aber später mit ihm einen Waffenstillstand. Bald nach dem Tod von Badis ibn Habus sah sich Abdallah auch dem verstärkten militärischen Druck des Königs Alfons VI. von Kastilien-León ausgesetzt. Als er sich weigerte, dem christlichen König Tribut (Parias) zu bezahlen, verbündete sich Alfons VI. durch die Vermittlung des Wesirs Muhammad ibn Ammar mit dem Abbadiden-Herrscher al-Muʿtamid, Emir von Sevilla, der mit Granada verfeindet war. Die Bündnispartner errichteten die Festung Belillos als Operationsbasis für Angriffe auf Abdallahs Reich und eroberten 1074 Jaén und dessen Umgebung. Entlastung verschaffte Abdallah kurzzeitig die Einnahme des zum Abbadiden-Reich gehörigen Córdoba durch den Emir Al-Mamun von Toledo (1075), weil sich al-Muʿtamid nun um diese Angelegenheit zu kümmern hatte. Nach der abbadidischen Rückeroberung Córdobas (1078) kam es zur erneuten Allianz zwischen Alfons VI. und al-Muʿtamid. Die Truppen des Abbadidenherrschers, in deren Reihe auch der später als El Cid bekannte Rodrigo Díaz kommandierte, besiegten 1079 in der Schlacht von Cabra Abdallahs Streitkräfte. In der Folge musste Abdallah den geforderten Tribut bezahlen, wenn er auch dessen Höhe herunterverhandeln konnte.
Der Wesir Ibn Ammar zog sich nach seinem Bruch mit al-Muʿtamid 1082 vom Hof von Sevilla zurück, woraufhin eine Verständigung zwischen den Königreichen von Sevilla und Granada erfolgte. Die beiden Emire beschlossen, sich nicht mehr durch Kastilien zu gegenseitigen bewaffneten Konflikten anstiften zu lassen. Dennoch kam es zwischen ihnen auch weiterhin zu kleineren Auseinandersetzungen. Ebenfalls 1082 entledigte sich Abdallah des mächtigen Wesirs Simaya und nahm selbst die Zügel der Regierung in die Hand. Simaya begab sich nach Almería an den Hof al-Mutasims, von wo aus er gegen Abdallah intrigierte. Letzterer hatte zu dieser Zeit einen Angriff seines Bruders Tamim auf Almuñécar und Jete zurückgeschlagen und mehrere von dessen Burgen erobert, worauf die beiden Brüder Frieden schlossen. Die Streitigkeiten dauerten jedoch fort, und Abdallah musste von Tamim angestiftete Rebellionen fürchten. Auch hatte er gegen wiederholte Verschwörungen an seinem Hof zu kämpfen.

### Entthronung und Verbannung
Die Eroberung Toledos durch Alfons VI. (Mai 1085) alarmierte die muslimischen Taifas der Iberischen Halbinsel. Zwar waren von ihrer Seite bereits vereinzelte Hilfsersuchen an die nordafrikanische Berberdynastie der Almoraviden ergangen, doch einigten sich nun die Emire der Taifas von Sevilla, Badajoz und Granada auf eine gemeinsam vorgetragene Bitte um Militärhilfe. Botschafter dieser Taifas, darunter der von Abdallah entsandte Rechtsgelehrte Ahmed ibn Jalaf al-Gassani, reisten zu diesem Zweck an den in Marokko gelegenen Hof des Almoravidenherrschers Yusuf ibn Taschfin. Dieser leistete der Aufforderung Folge und schlug Alfons VI. im Oktober 1086 in der Schlacht bei Zallaqa, an der auch Abdallah teilnahm. Nach diesem Sieg kehrte Yusuf in den Maghreb zurück. Noch 1086 ging der Emir von Granada militärisch gegen al-Mutasim von Almería vor, errang einige Siege und eroberte u. a. die Festung von al-Munturi, trat dann aber selbst für den Frieden mit seinem Gegner ein.
In der Folgezeit entschied sich Yusuf ibn Taschfin, die iberischen Taifas unter seine Kontrolle zu bringen. In Granada entstanden Parteien, die für die Almoraviden waren, aber ebenso solche, die ihnen feindlich gegenüberstanden. Aus Abdallahs Verpflichtung, den Almoraviden für deren Kriegszüge in Spanien – u. a. für die Schlachten bei Zallaqa und Aledo – Finanzhilfe aus erhobenen Steuern zu leisten, suchte Ahmed ibn Jalaf für sich Vorteile zu ziehen, doch konnte ihn der Emir absetzen. Trotzdem kam es in seinem Reich zu vermehrten Aufständen. Um 1089 zahlte Abdallah dem kastilischen König drei Jahrestribute nach, doch entnahm er die dafür nötigen Finanzmittel aus Furcht vor Revolten seiner eigenen Kasse. Für diese Vorgangsweise tadelte ihn der Almoravidenherrscher in einem Brief und reiste im Juni 1090 nach Córdoba zu al-Muʿtamid, um Abdallahs Beziehungen zum christlichen Herrscher untersuchen zu lassen. Einer Vorladung Yusufs leistete Abdallah keine Folge, woraufhin Yusuf gegen Granada marschierte. Da große Teile der Einwohner dieser Stadt die Almoraviden jubelnd erwarteten, beschloss Abdallah, es nicht auf einen Kampf ankommen zu lassen. Er zog Yusuf entgegen und ergab sich ihm am 8. September 1090. Dennoch wurde er verhaftet und seine Besitztümer wurden beschlagnahmt. Yusuf verbannte Abdallah nach Aghmet im heutigen Marokko, wo der abgesetzte Emir von Granada seinen Lebensabend beschloss. Der Verbannungsort lag im Machtbereich der Almoraviden, und Abdallah verfasste hier seine Memoiren.

## Memoiren
Die von Abdallah ibn Buluggin um 1094 in seinem Exil in Marokko niedergeschriebene Autobiographie ist ein erstrangiges Werk der hispano-arabischen Geschichtsschreibung; es stellt eine bedeutende Quelle für die spanische Geschichte der zweiten Hälfte des 11. Jahrhunderts dar. Der entthronte Emir betitelte seine Memoiren als Al-Tibyan an al-haditha al-kaina bi-dawlat Bani Ziri fi Gharnata („Eine Darstellung des Untergangs der Ziriden-Dynastie von Granada“). Der Islamwissenschaftler Évariste Lévi-Provençal entdeckte einen Großteil des Textes in mehreren umfangreichen Fragmenten in der Bibliothek der Universität al-Qarawīyīn in Fès. Das Werk beschreibt die iberische muslimische Zivilisation in der Zeit nach dem Fall des Kalifats der Umayyaden (1031) bis zu den Eroberungszügen der Almoraviden in Spanien um 1090. Es zeigt sich darin die Blüte der damaligen hochstehenden muslimischen Kultur. Der Autor weist eindrücklich auf die Konflikte und kulturellen Unterschiede zwischen den einheimischen andalusischen Muslimen und den zugewanderten Berbern hin. Ferner schildert er die ständig wechselnden Allianzen zwischen muslimischen Emiraten und christlichen Herrschern und den Fortschritt der Reconquista. Auch über den Aufstieg Granadas zu einem führenden politischen Zentrum der Iberischen Halbinsel wird in Abdallahs Memoiren berichtet. Ausführlich wird die herausragende Rolle der jüdischen Gemeinde in der politischen und der Steuerverwaltung Granadas behandelt. Laut Abdallah seien die Juden nämlich von den Ziriden für vertrauenswürdiger als die andalusischen Muslime gehalten worden. Ebenso enthält die Autobiographie des Emirs wertvolle Augenzeugenberichte über militärische Auseinandersetzungen. Zudem gibt Abdallah eine detaillierte Darstellung jener Ereignisse, die zur Eroberung Toledos durch Alfons VI. von Kastilien (1085) und zur Ankunft der Almoraviden in Spanien im Folgejahr führten. Schließlich diente dem Autor sein Werk als Rechtfertigungsschrift für manche seiner politischen Handlungen.

## Englische Übersetzung
- Amin Tawfiq Tibi (Hrsg.): The Tibyān: Memoirs of ʻAbd Allāh b. Buluggīn, Last Zīrid Amīr of Granada. Brill, Leiden 1986, ISBN 9004076697.